# Tyskland i olympiska sommarspelen 1952
Tyskland deltog med 218 deltagare vid de olympiska sommarspelen 1952 i Helsingfors. Totalt vann de sju silvermedaljer och sjutton bronsmedaljer.

## Medaljer

### Silver
- Boxning
  - Flugvikt herrar: Edgar Basel
- Friidrott
  - 4x100 m stafett damer: Helga Klein, Ursula Knab, Marga Petersen, Maria Sander
  - Släggkastning herrar: Karl Storch
  - Kulstötning damer: Marianne Werner
- Gymnastik
  - Räck herrar: Alfred Schwarzmann
- Ridsport
  - Lag fälttävlande: Otto Rothe, Klaus Wagner, Willi Büsing
- Rodd
  - 'Tvåa med styrmann: Heinz Manchen, Helmut Heinhold, Helmut Noll

### Brons
- Boxning
  - Weltervikt herrar: Günther Heidemann
- Cykling
  - Linjelopp herrar: Edi Ziegler
  - Herrarnas sprint: Werner Potzernheim
- Friidrott
  - 800 m herrar: Heinz Ulzheimer
  - 5 000 m herrar: Herbert Schade
  - 4x400 m stafett herrar: Günter Steines, Hans Geisler, Heinz Ulzheimer, Karl-Friedrich Haas
  - 80 m häck damer: Maria Sander
  - 1 500 m herrar: Werner Lueg
- Kanotsport
  - Herrarnas K-1 10 000 m: Michael Scheuer
  - Herrarnas C-2 1 000 m: Egon Drews, Wilfried Soltau
  - Herrarnas C-2 10 000 m: Egon Drews, Wilfried Soltau
- Ridsport
  - Lagdressyr: Heinz Pollay, Ida von Nagel, Fritz Thiedemann
  - Individuell hoppning: Fritz Thiedemann
  - Individuell fälttävling: Willi Büsing
- Simning
  - 200 m bröst herrar: Herbert Klein
- Simhopp
  - Höga hopp herrar: Günther Haase